# Христораднов Юрій Миколайович
Юрій Миколайович Христораднов (21 листопада 1929, село Тимоханово Тутаєвського району, тепер Ярославської області, Російська Федерація — 16 жовтня 2018, місто Москва) — радянський діяч, 1-й секретар Горьковського обкому КПРС, голова Ради Союзу Верховної Ради СРСР, голова Ради у справах релігій при Раді Міністрів СРСР. Член ЦК КПРС у 1976—1990 роках. Депутат Верховної Ради СРСР 9—11-го скликань. 

## Життєпис
Народився в селянській родині. З 1944 року — учень Ярославського автомеханічного технікуму.
У 1949—1952 роках — майстер, старший майстер Горьковського автомобільного заводу імені Молотова.
Член ВКП(б) з 1951 року.
У 1952—1958 роках — помічник начальника ливарного цеху, начальник ділянки, у 1958—1960 роках — заступник начальника ливарного цеху Горьковського автомобільного заводу.
У 1959 році закінчив Всесоюзний заочний фінансово-економічний інститут.
У 1960—1962 роках — секретар партійного бюро ливарного корпусу Горьковського автомобільного заводу.
У 1962—1963 роках — секретар, у 1963—1966 роках — 1-й секретар Автозаводського районного комітету КПРС міста Горького.
У 1966—1968 роках — 2-й секретар Горьковського міського комітету КПРС.
У квітні 1968 — травні 1974 року — 1-й секретар Горьковського міського комітету КПРС.
7 травня 1974 — 16 червня 1988 року — 1-й секретар Горьковського обласного комітету КПРС.
24 травня 1988 — 25 травня 1989 року — голова Ради Союзу Верховної Ради СРСР.
У червні 1989 — 14 січня 1991 року — голова Ради у справах релігій при Раді Міністрів СРСР.
З січня 1991 року — персональний пенсіонер союзного значення в Москві.
Радник губернатора Нижньогородської області. Член правління організації «Нижньогородське земляцтво в столиці».
Помер 16 жовтня 2018 року в Москві. Похований в місті Нижньому Новгороді.

## Нагороди і звання
- два ордени Леніна (14.02.1975, 20.11.1979)
- орден Жовтневої Революції (25.08.1971)
- орден «Знак Пошани» (22.08.1966)
- медалі
- Почесний громадянин Нижньогородської області (2005)